# José García y Más
José García y Más (* 1945 in Santa Cruz de La Palma) ist ein spanischer Maler.
Von 1958 bis 1963 studierte García y Más Malerei und Zeichnen an der Escuela de Bellas Artes in Santa Cruz de Tenerife. Von 1970 bis 2003 lebte er in Berlin. Von 1974 bis 1980 studierte er Versorgungstechnik an der Fachhochschule Berlin und erwarb den Ingenieursabschluss. Seit 2003 ist er auf Usedom ansässig. 2004 trat er in den Künstlerbund Mecklenburg und Vorpommern ein. In seinen Ölgemälden und Federzeichnungen  setzt sich García y Más kritisch und satirisch mit Themen der Politik, Umwelt, Natur und Gesellschaft auseinander. Seine Werke wurden in Berlin, Graz, Anklam, Greifswald, Rostock, Kopenhagen, München, Rozelle/Ayr und Usedom ausgestellt.

## Öffentliche Sammlungen
- DIN Deutsches Institut für Normung eV, Berlin
- Deutsches Historisches Museum, Berlin
- Museum des MacLaurin Trust, Rozelle/Ayr (Schottland)
- Stiftung Haus der Geschichte der Bundesrepublik Deutschland, Bonn
- Rathaus der Stadt Wolgast